# João Mostazo
João Mostazo (São Paulo, 12 de novembro de 1991) é um poeta e dramaturgo brasileiro.
Em 2015, fundou a Cia. Extemporânea. É autor das peças Fauna fácil de bestas simples (2015), A demência dos touros (2017), CÃES (2018), Roda morta (2018) e Dr. Anti (2022). Em 2017, publicou a peça Rompecabezas, que deu origem ao longa-metragem de mesmo nome. Em 2024, traduziu e adaptou Rei Lear, de William Shakespeare, que estreou no Teatro Anchieta do Sesc Consolação. Como poeta, publicou os livros Poemas para morder a parede (2020) e Coisa de mamíferos (2023), Semifinalista do Prêmio Oceanos 2024.

## Obras

#### Poesia
- Poemas para morder a parede (7Letras, 2020)
- Coisa de mamíferos (Editora 34, 2023) - Semifinalista do Prêmio Oceanos 2024

#### Teatro
- Fauna fácil de bestas simples - direção: Pedro Massuela (2015)
- A demência dos touros - direção: Ines Bushatsky (2017)[3]
- CÃES - direção: Ney Piacentini (2018)
- Roda morta - direção: Clayton Mariano (2018)[4][5]
- Dr. Anti - direção: Ines Bushatsky e João Mostazo (2022)[6]
- Rei Lear (tradução e adaptação) - direção: Ines Bushatsky (2024)

#### Cinema
- Terceiro dia (curta-metragem) - direção: Isabella Melo (2019)[7]
- Falso Filme (curta-metragem) - direção: Ines Bushatsky e João Mostazo (2020)
- Rompecabezas - direção: Dellani Lima (2020)[8]